# Prix Angélina-Berthiaume-Du Tremblay
Pour les articles homonymes, voir Angélina Berthiaume-Du Tremblay, Berthiaume et Tremblay.
Le prix Angélina-Berthiaume-Du Tremblay est un prix littéraire québécois remis à la personne gagnante du concours La Plume d'argent, pour les auteurs de 60 ans et plus. Il a été actif entre 1977 et 2002.
Ce prix vise à souligner la vivacité intellectuelle et la créativité des ainés. Il a été nommé en l'honneur de Angélina-Berthiaume Du Tremblay, une éditrice montréalaise. 
Le prix a été lancé en 1977 par le journal Le Troisième Âge et, à partir de 1987, est remis par la Centre Berthiaume-Du Tremblay de Montréal, un organisme faisant la promotion du rôle des ainés dans la société.
Il était remis annuellement en novembre, notamment au Salon du livre de Montréal. Le lauréat recevait une bourse de 1 000 $ et son texte était publié chez l'éditeur Les Quinze,.
Tous les genres littéraires étaient acceptés, à l'exception de la poésie. Les manuscrits soumis devaient avoir au minimum 150 pages.
En 1992, 56 personnes en provenance du Québec et d'autres provinces ont participé au concours.

## Lauréats
- 1977 - Florentine Morvan-Maher - Florentine raconte
- 1981 - Ève Belisle - La Petite Maison du bord-de-l'eau
- 1982 - Henriette Grégoire - L'Homme du père-vire
- 1983 - Marguerite Tremblay - Un beau règne
- 1984 - Jean-Paul Cofsky - Le Messager céleste
- 1985 - Émile B. Bourdages - Le Temps d'une vie
- 1986 - Annette Lachance Dallaire - De l'Orphelinat au Centre d'accueil
- 1987 - Aucun lauréat
- 1988 - Marie-Paule Gagnon - Les Demoiselles Salustre
- 1989 - Marielle Denis - Élise Chapdeleine
- 1990 - Simone Grenier-Bibeau pour Une histoire personnelle (roman)
- 1991 - Nicole de la Chevrotière - Chambre d'invité (recueil de nouvelles)
- 1992 - Régine Nantel - Natashquan pays perdu
- 1993 - Monique Champagne - Dans ma rue
- 1994 - Jean Marcoux - L'Homme qui souriait en dormant
- 1995 - Yvon Daigneault - Les Chroniques de Montbrûlis
- 1996 - Jean-Marc Grenier - Errance au sommet de la terre
- 1997 - Marie-Marthe Fortin-D'Argenson - L'homme d'Anticosti[5]
- 1998 - Marguerite Constantineau - Marie-Tendresse
- 1999 - Louise Plante - La Mémoire suspendue
- 2000 - René Verville - Le Saule de Grand-Pré
- 2001 - Aucun lauréat.
- 2002 - Jeannine Isabelle-Delorme - Le Parvenu